# ابیم، اگاندا
ابیم، اگاندا (به لاتین: Abim, Uganda) در اوگاندا با جمعیت ۱۶٬۰۰۰ نفر است که در منطقه ابیم واقع شده‌است.